# Monopolversicherung
Eine Monopolversicherung ist eine Versicherung, die ausschließlich von einem einzigen Versicherer angeboten werden darf.

## Deutschland

### Geschichte
Die Versicherung gegen Gebäudeschäden durch Feuer (im allgemeinen auch durch Explosion und Blitzschlag) oblag nach ursprünglich genossenschaftlicher Regelung zunächst – insbesondere seit der Gründung der Berliner Feuersozietät im Jahre 1718 – weithin öffentlich-rechtlichen Anstalten mit Versicherungszwang. Im 19. Jahrhundert wurde in mehreren deutschen Staaten der Beitrittszwang zu den bestehenden Feuerversicherungsanstalten aufgehoben und damit der Privatwirtschaft die Möglichkeit eingeräumt, das Geschäft der Gebäudefeuerversicherung zu betreiben. Dagegen behielten namentlich die süddeutschen Staaten trotz mancher Bestrebungen, auch hier die Gebäudefeuerversicherung zu privatisieren, die staatlichen Gebäudeversicherungsmonopole bei.
In Deutschland gab es bis in die 1970er Jahre hinein im Bereich der Feuerversicherung zahlreiche überkommene, landesrechtlich geregelte und im allgemeinen mit Beitrittszwang ausgestattete öffentlich-rechtliche Monopolanstalten sowie Anstalten, die im Wettbewerb mit privatrechtlichen Versicherungsunternehmen standen (öffentlich-rechtliche Wettbewerbsversicherer). Das Versicherungsgebiet war zwischen den Monopolanstalten einerseits und den Wettbewerbsversicherungseinrichtungen der öffentlichen Hand und der Privatversicherung andererseits etwa im Verhältnis 1:1 aufgeteilt.
Nach Art. 3 der Richtlinie 92/49/EWG des Rates vom 18. Juni 1992 – Dritte Richtlinie Schadenversicherung – hatten die Mitgliedstaaten alle Vorkehrungen zu treffen, damit die für den Zugang zur Tätigkeit in bestimmten Versicherungszweigen bestehenden Monopole, die den in ihrem Staatsgebiet errichteten Anstalten gewährt wurden und in Art. 4 der Richtlinie 73/239/EWG aufgeführt waren, spätestens zum 1. Juli 1994 abgeschafft werden. Ziel war es, die Divergenzen des Versicherungsvertrags- sowie des Versicherungsaufsichtsrechts zur Verwirklichung eines europäischen Versicherungsbinnenmarktes zu harmonisieren und durch Deregulierung gleiche Marktbedingungen für alle Marktteilnehmer zu schaffen.
Zu den in Art. 4 der Richtlinie 73/239/EWG genannten Anstalten gehörten in Deutschland:
1. Badische Gebäudeversicherungsanstalt, Karlsruhe
2. Bayerische Landesbrandversicherungsanstalt, München
3. Bayerische Landestierversicherungsanstalt, Schlachtviehversicherung, München
4. Braunschweigische Landesbrandversicherungsanstalt, Braunschweig
5. Hamburger Feuerkasse, Hamburg
6. Hessische Brandversicherungsanstalt (Hessische Brandversicherungskammer), Darmstadt
7. Hessische Brandversicherungsanstalt, Kassel
8. Hohenzollernsche Feuerversicherungsanstalt, Sigmaringen
9. Lippische Landesbrandversicherungsanstalt, Detmold
10. Nassauische Brandversicherungsanstalt, Wiesbaden
11. Oldenburgische Landesbrandkasse, Oldenburg
12. Ostfriesische Landschaftliche Brandkasse, Aurich
13. Feuersozietät Berlin, Berlin
14. Württembergische Gebäudebrandversicherungsanstalt, Stuttgart.

Die Versicherer waren als rechtsfähige Anstalt des öffentlichen Rechts eingerichtet und die Versicherungsverhältnisse öffentlich-rechtlich ausgestaltet. Die Mittel zur Erfüllung der Anstaltsaufgaben wurden mit einer durch Verwaltungsakt festgesetzten Umlage von den Versicherten erhoben.

### Gesetzliche Regelung seit Juli 1994
Das Gesetz zur Überleitung landesrechtlicher Gebäudeversicherungsverhältnisse ermöglichte es, die bestehenden gesetzlichen Versicherungsverhältnisse ab 1. Juli 1994 kraft Gesetzes in vertragliche Versicherungsverhältnisse zu überführen, auf die das Versicherungsvertragsgesetz Anwendung findet (§§ 142 ff. VVG).
Aufgrund von Art. 1 § 3 Abs. 1 S. 1 GebVersNG sind beispielsweise die Württembergische Gebäudebrandversicherungsanstalt und die für den badischen Landesteil zuständig gewesene Badische Gebäudeversicherungsanstalt in Aktiengesellschaften umgewandelt worden, deren Aktien das Land Baden-Württemberg erhielt. Seit Umwandlung der Anstalten nahmen die Aktiengesellschaften die bisher den Anstalten obliegenden Aufgaben als beliehene Unternehmer weiter wahr. Ansprüche aus den gesetzlichen Versicherungsverhältnissen, die am 30. Juni 1994 noch nicht erfüllt waren, wurden von den Aktiengesellschaften nach den bis dahin geltenden Vorschriften abgewickelt (Art. 1 § 4 Abs. 2 GebVersNG). Die öffentlich-rechtlich organisierten und handelnden Zwangs- und Monopolversicherungen sind mit der Neuordnung der Gebäudeversicherung durch in privatrechtlichen Formen wirkende juristische Personen des Privatrechts abgelöst worden.
Mit der Deregulierung einher ging ferner das Ausscheiden der Bundesländer als Träger des öffentlichen Versicherungswesens. Fortan übernahmen die
regionalen Sparkassen- und Giroverbände sowie Sparkassen als Träger beziehungsweise Aktionäre die Gewährträgerschaft, womit die öffentlichen Versicherer Bestandteil der Sparkassenfinanzgruppe wurden.
Finanzielle Schäden durch Feuer werden auch von der Gebäudeversicherung mit abgedeckt. Eigentümern steht es grundsätzlich frei, ob sie eine solche Versicherung für ihr Haus abschließen.

## Schweiz
In der Schweiz bestehen noch heute für die Versicherung von Gebäuden kantonale Monopolversicherungen, die auch Feuer- und Elementarschäden abdecken.